# Dödtjärnen (Laxsjö socken, Jämtland)
Dödtjärnen är en sjö i Krokoms kommun i Jämtland och ingår i Indalsälvens huvudavrinningsområde. Dödtjärnen ligger i Gråberget-Hotagsfjällen Natura 2000-område.